# Ville Heinola
Ville Heinola (* 2. března 2001) je profesionální finský hokejový obránce, který momentálně působí ve farmářském klubu Manitoba Moose v AHL a zároveň v řadách Winnipeg Jets v NHL.

## Hráčská kariéra
Ve vstupním fraftu 2019 byl vybrán Winnipegem v prvním kole jako 20. celkově. 15. července téhož roku s klubem podepsal tříletou nováčkovskou smlouvu. Po dobrých výkonech na tréninkovém kempu se dostal do základní sestavy klubu a svůj debut v NHl si odbyl již 3. října 2019 v utkání proti NY Rangers.

## Statistiky

### Klubové statistiky
| Sezóna        | Klub           | Soutěž        |    | Základní část | Základní část | Základní část | Základní část | Základní část |   | Play off | Play off | Play off | Play off | Play off |
| Sezóna        | Klub           | Soutěž        | Z  | G             | A             | B             | TM            | Z             | G | A        | B        | TM       |          |          |
| 2017–18       | Ässät Pori     | Jr. A         | 33 | 3             | 14            | 17            | 12            | —             | — | —        | —        | —        |          |          |
| 2018–19       | Lukko Rauma    | Jr. A         | 9  | 1             | 8             | 9             | 2             | —             | — | —        | —        | —        |          |          |
| 2018–19       | Lukko Rauma    | Liiga         | 34 | 2             | 12            | 14            | 26            | 7             | 1 | 3        | 4        | 2        |          |          |
| 2019–20       | Winnipeg Jets  | NHL           | 8  | 1             | 4             | 5             | 4             | —             | — | —        | —        | —        |          |          |
| 2019–20       | Manitoba Moose | AHL           | 3  | 0             | 1             | 1             | 0             | —             | — | —        | —        | —        |          |          |
| 2019–20       | Lukko Rauma    | Liiga         | 29 | 0             | 7             | 7             | 12            | —             | — | —        | —        | —        |          |          |
| 2020–21       | Lukko Rauma    | Liiga         | 19 | 1             | 13            | 14            | 4             | —             | — | —        | —        | —        |          |          |
| 2020–21       | Winnipeg Jets  | NHL           | 5  | 0             | 0             | 0             | 2             | —             | — | —        | —        | —        |          |          |
| 2020–21       | Manitoba Moose | AHL           | 19 | 4             | 7             | 11            | 4             | —             | — | —        | —        | —        |          |          |
| 2021–22       | Manitoba Moose | AHL           | 41 | 5             | 21            | 26            | 18            | 5             | 1 | 4        | 5        | 0        |          |          |
| 2021–22       | Winnipeg Jets  | NHL           | 12 | 0             | 5             | 5             | 10            | —             | — | —        | —        | —        |          |          |
| 2022–23       | Manitoba Moose | AHL           | 48 | 4             | 33            | 37            | 46            | 4             | 0 | 1        | 1        | 4        |          |          |
| 2022–23       | Winnipeg Jets  | NHL           | 10 | 0             | 1             | 1             | 2             | —             | — | —        | —        | —        |          |          |
| Liiga celkově | Liiga celkově  | Liiga celkově | 82 | 3             | 32            | 35            | 42            | 7             | 1 | 3        | 4        | 2        |          |          |
| NHL celkově   | NHL celkově    | NHL celkově   | 35 | 1             | 10            | 11            | 18            | —             | — | —        | —        | —        |          |          |

### Reprezentační statistiky
| Rok                            | Tým                            | Soutěž                         | Z  | G | A  | B  | TM |
| ------------------------------ | ------------------------------ | ------------------------------ | -- | - | -- | -- | -- |
| 2018                           | Finsko 18                      | HGC                            | 4  | 0 | 2  | 2  | 0  |
| 2019                           | Finsko 20                      | MSJ                            | 5  | 1 | 1  | 2  | 2  |
| 2020                           | Finsko 20                      | MSJ                            | 7  | 0 | 5  | 5  | 8  |
| 2021                           | Finsko 20                      | MSJ                            | 7  | 0 | 4  | 4  | 4  |
| Juniorská reprezentace celkově | Juniorská reprezentace celkově | Juniorská reprezentace celkově | 23 | 1 | 12 | 13 | 14 |